# Tour de Gustav Vietor
La Tour de Gustav Vietor était une tour d'observation près de Wiesbaden en Allemagne.
C'était une tour en fer construite en 1882. Elle a été fermée vers 1980 et détruite en mars 2006. Elle se trouvait à 618 mètres sur une montagne (Hohe Wurzel) près de Wiesbaden en Allemagne.